# Creugas uncatus
Creugas uncatus is een spinnensoort uit de familie van de loopspinnen (Corinnidae).
De wetenschappelijke naam van de soort werd in 1899 als Corinna uncata gepubliceerd door Frederick Octavius Pickard-Cambridge.